# Alan Hinkes
Alan Hinkes (ur. 26 kwietnia 1954 w Northallerton) – brytyjski himalaista. Uważa się za zdobywcę wszystkich 14 ośmiotysięczników, czyli tzw. Korony Himalajów i Karakorum. Jego osiągnięcie jest jednak kwestionowane.
Wątpliwości dotyczą zdobycia najwyższego punktu Czo Oju w 1990 roku. W wyprawie brało udział kilku innych wspinaczy, którzy podali, że na płaskowyżu Czo Oju panowała wówczas gęsta mgła, która nie pozwoliła im dotrzeć do samego szczytu i zmusiła do odwrotu. Hinkes twierdził z kolei, że samotnie kontynuował wspinaczkę i przez następną godzinę chodził po płaskowyżu góry i stwierdził, że nie można już z tego miejsca wejść wyżej. Z uwagi na te kontrowersje większość statystyków nie zalicza Hinkesowi wejścia na Czo Oju.

## Ważniejsze osiągnięcia wspinaczkowe
- 1987 – Sziszapangma
- 1988 – Manaslu
- 1990 – Czo Oju (kwestionowane)
- 1991 – Broad Peak
- 1995 – K2
- 1996 – Mount Everest
- 1996 – Gaszerbrum I
- 1996 – Gaszerbrum II
- 1997 – Lhotse
- 1998 – Nanga Parbat
- 1999 – Makalu
- 2002 – Annapurna
- 2004 – Dhaulagiri
- 2005 – Kanczendzonga